# Villa Lyran

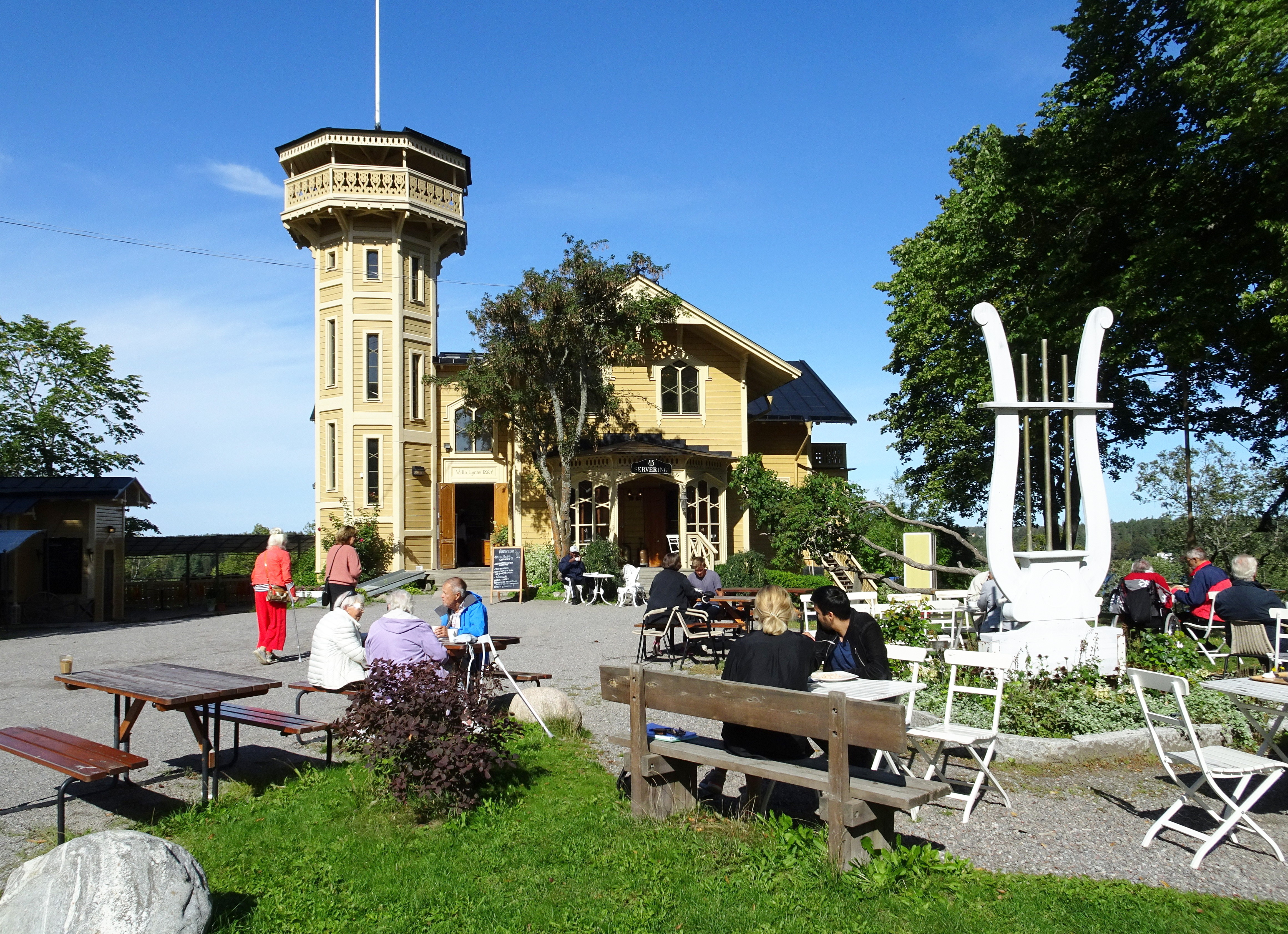
Villa Lyran, 2019

Villa Lyran (deutsch: die Villa Lyra) ist ein 1867 erbauter Sommersitz mit Aussicht über den Mälaren, nahe der damals sogenannten Leopolds lyra, im heutigen Stockholmer Stadtteil Bredäng. Die Villa Lyra wurde von Carl und Fredrika Limnell erbaut. Das Gebäude wird vom Stockholmer Stadtmuseum in der höchsten kommunalen Bauschutzklasse als „von großem kulturhistorischen Wert“ geführt. Die Umgebung wurde 2006 unter Naturschutz gestellt.

## Architektur

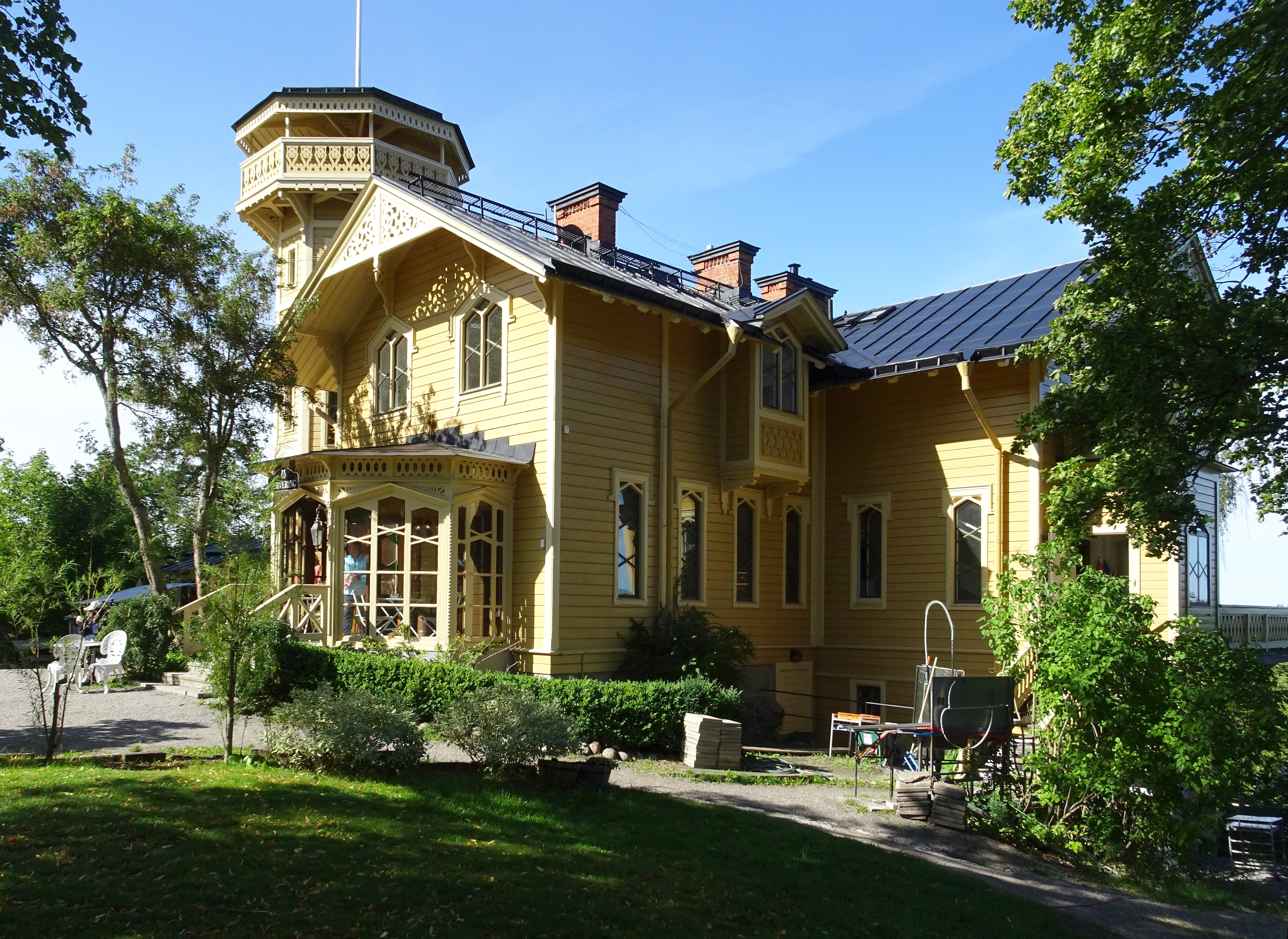
Villa Lyra, Gartenseite, 2019

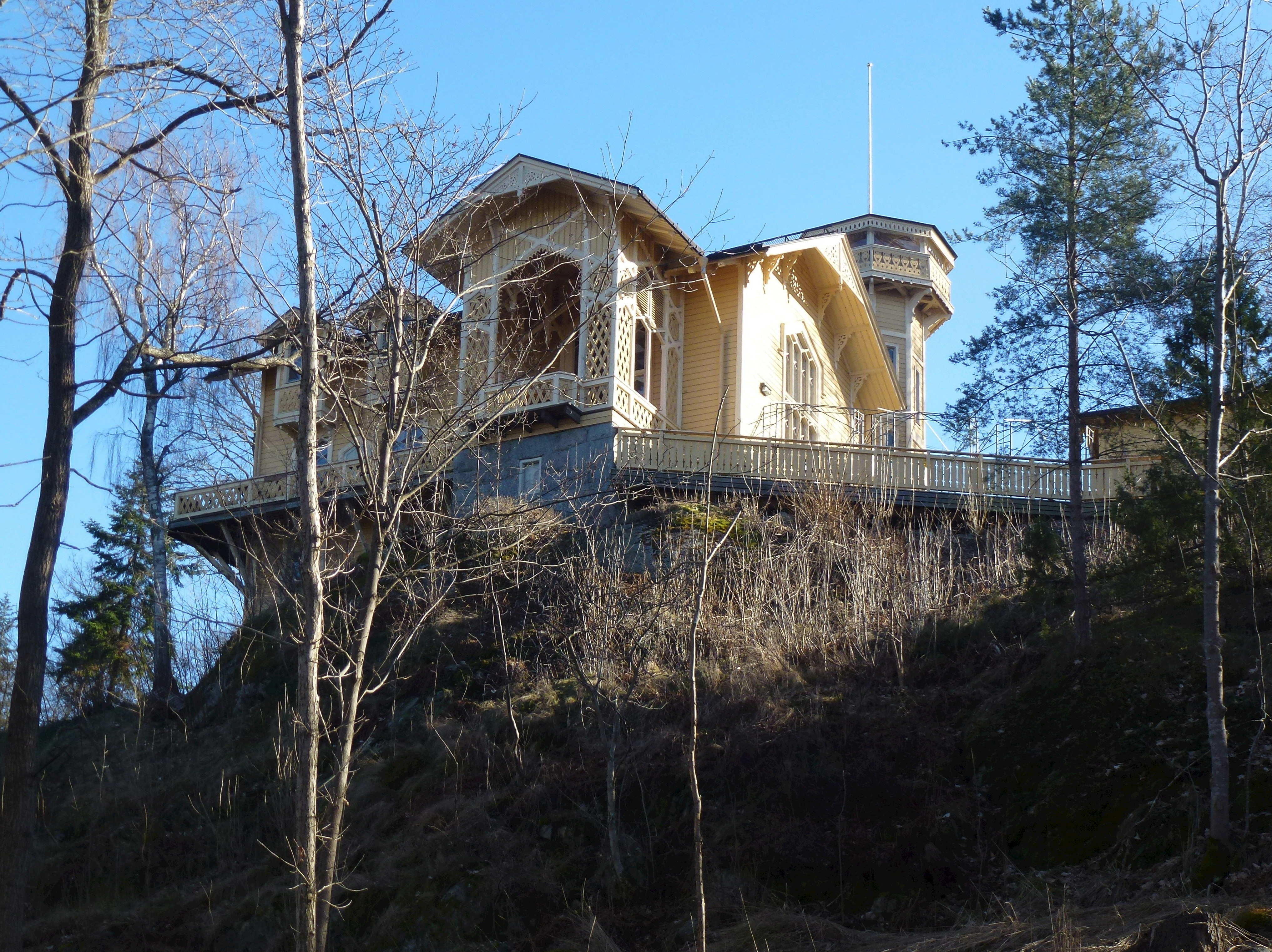
Villa Lyra, seeseitig, 2015

Die Zeichnungen basierten auf Georg Theodor Chiewitz’ Vorlage villa för mindre familj („Einfamilienhaus für kleinere Familie“), die 1850 in einer Fachzeitschrift publiziert wurde.
Die Villa wurde im Schweizerstil erbaut, mit einigen bemerkenswerten Konstruktionen, wie etwa dem anheb- und absenkbaren Turmdach. Seeseitig verläuft eine große Veranda entlang des Hauses. Die Fassade besteht aus einer Vielzahl laubgesägter Detailarbeiten. Im Innern sind die Wände mit Holztäfelung verkleidet und die Decken mit Stuckaturen verziert. Im großen Salon steht ein mit Skulpturen verzierter Kamin. Die Inneneinrichtung ist seit der Errichtung zu großen Teilen unverändert geblieben.
Auf einer Waldlichtung auf dem Grundstück steht eine vergoldete Lyra, die ein wenig an eine Theaterdekoration erinnert. Die Lyra wurde 1941 an derselben Stelle neu errichtet.

## Geschichte
Das Grundstück wurde nach einer Lyra aus Holz benannt, die Carl Gustaf af Leopold zu Ehren Carl Michael Bellmans dort aufstellen ließ. Carl und Fredrika Limnell, die auf dem Anwesen Jakobsberg gård in der Nähe einen Sommeraufenthalt verbracht hatten, gefiel der Platz so gut, dass sie ein Erbbaurecht über fünfzig Jahre erwarben, um auf dem Grundstück ein Sommerhaus zu errichten. 1867 wurde der Bau begonnen.
In den 1870er und 1880er Jahren versammelte das Ehepaar Limnell in den Sommermonaten die damalige Prominenz aus Literatur, Musik und bildender Kunst auf ihrem Anwesen zu ihren Festen zu Ehren der Lyra (Kolfej på lyra). Jenny Lind, Gunnar Wennerberg, Victoria Benedictsson, der Dichter Carl Snoilsky, Carl David af Wirsén, der Komponist Emil Sjögren, die Sängerin Kristina Nilsson de Casa Miranda, Selma Lagerlöf, Bjørnstjerne Bjørnson und Henrik Ibsen waren nur einige derer, die Lyran besuchten. Henrik Ibsen schrieb im Gedicht „Ballonbrev til en svensk dame“ sogar einige Strophen über das Haus.
Zu diesen Anlässen soll Fredrika Limnell aus dem noch unveröffentlichten Werk Vallfart och vandringsår des damals noch unbekannten Verner von Heidenstam vorgelesen haben. Lyran wurde so berühmt, dass sich sogar Oscar II zu einem Besuch veranlassen ließ.
Die Schriftstellerin Lotten Dahlgren weilte viele Male auf Lyran und schrieb 1912 das Buch Lyran über das Leben in der Villa.
Im Herbst und Winter stellten die Limnells ihren Salon in Gustaf Horns palats („Gustaf Horns Palast“), einem Wohnhaus an der Fredsgatan 2 in Stockholm, für ihre literarischen und musikalischen Zusammenkünfte zur Verfügung.
Nach Fredrika Limnells Tod im Jahre 1892 erbte ihr Sohn aus erster Ehe, Konservatoriumsdirektor Wilhelm Svedbom, das Haus. Das Haus stand einige Zeit leer und diente später als Pensionat, Restaurant und Festlokal. In den 1950er Jahren wurde das Haus als Filmkulisse verwendet. Zwischen 1959 und 1961 wurden Radio- und Fernsehprogramme aus Lyran gesendet.

## Heute
Im Zusammenhang mit der Planung des neuen Stadtteils Bredäng im Jahre 1962 wurde die Liegenschaft von der Stadt Stockholm gekauft. In dieser Zeit verfiel Lyran zusehends. 1965 ließ die Stadt Stockholm ein Restaurant einbauen und richtete eine Konditorei ein. Im Obergeschoss wurden Wohnungen gebaut. Lyran wurde anschließend an die Levi Pethrus Stiftung vermietet, die bis 1995 den Gastronomiebetrieb führte. Seit 1996 wird Lyran von Privatleuten als Konditorei mit Restaurant weiterbetrieben und ist heute ein bekanntes Ausflugsziel.

## Aktuelle Bilder

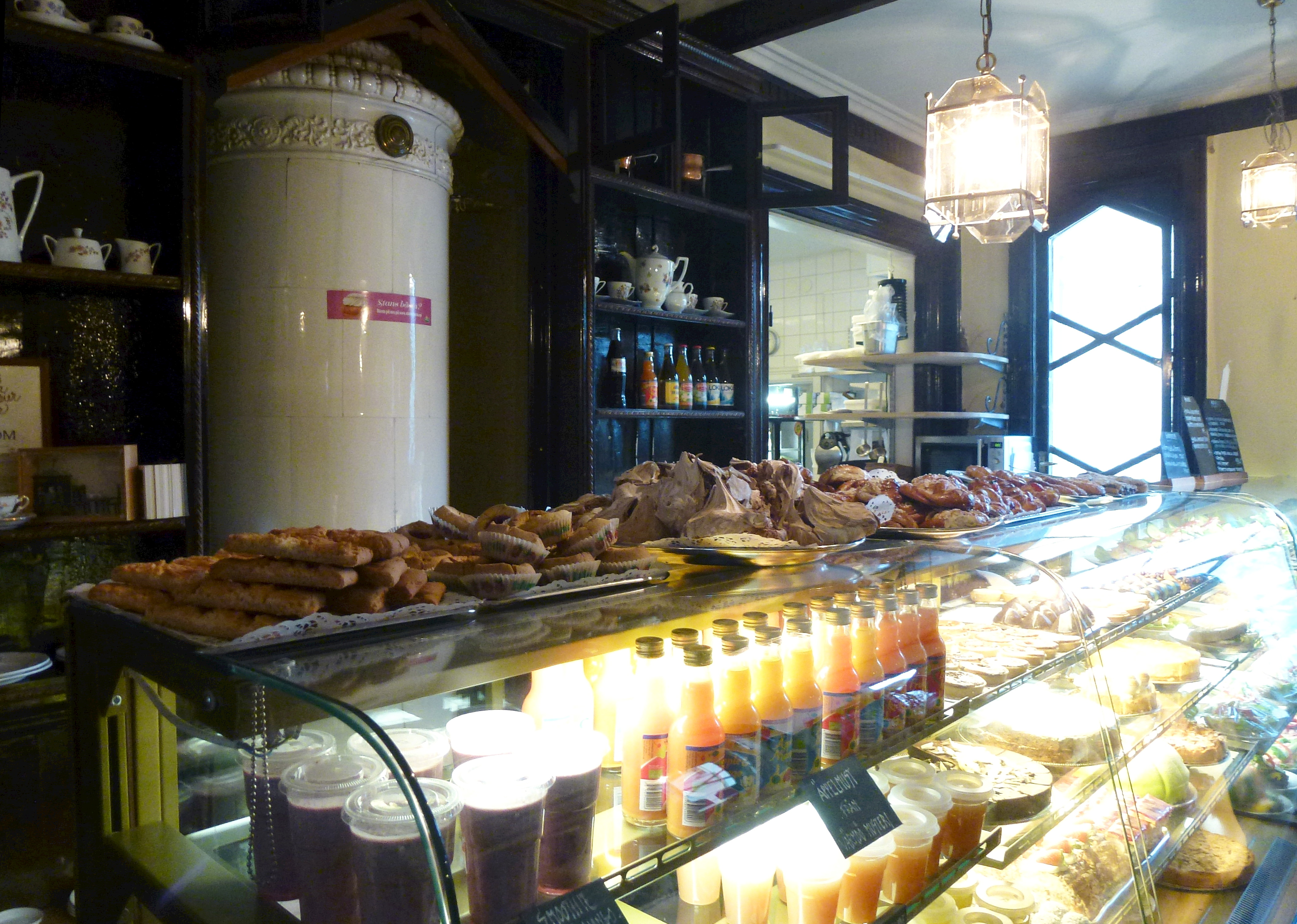
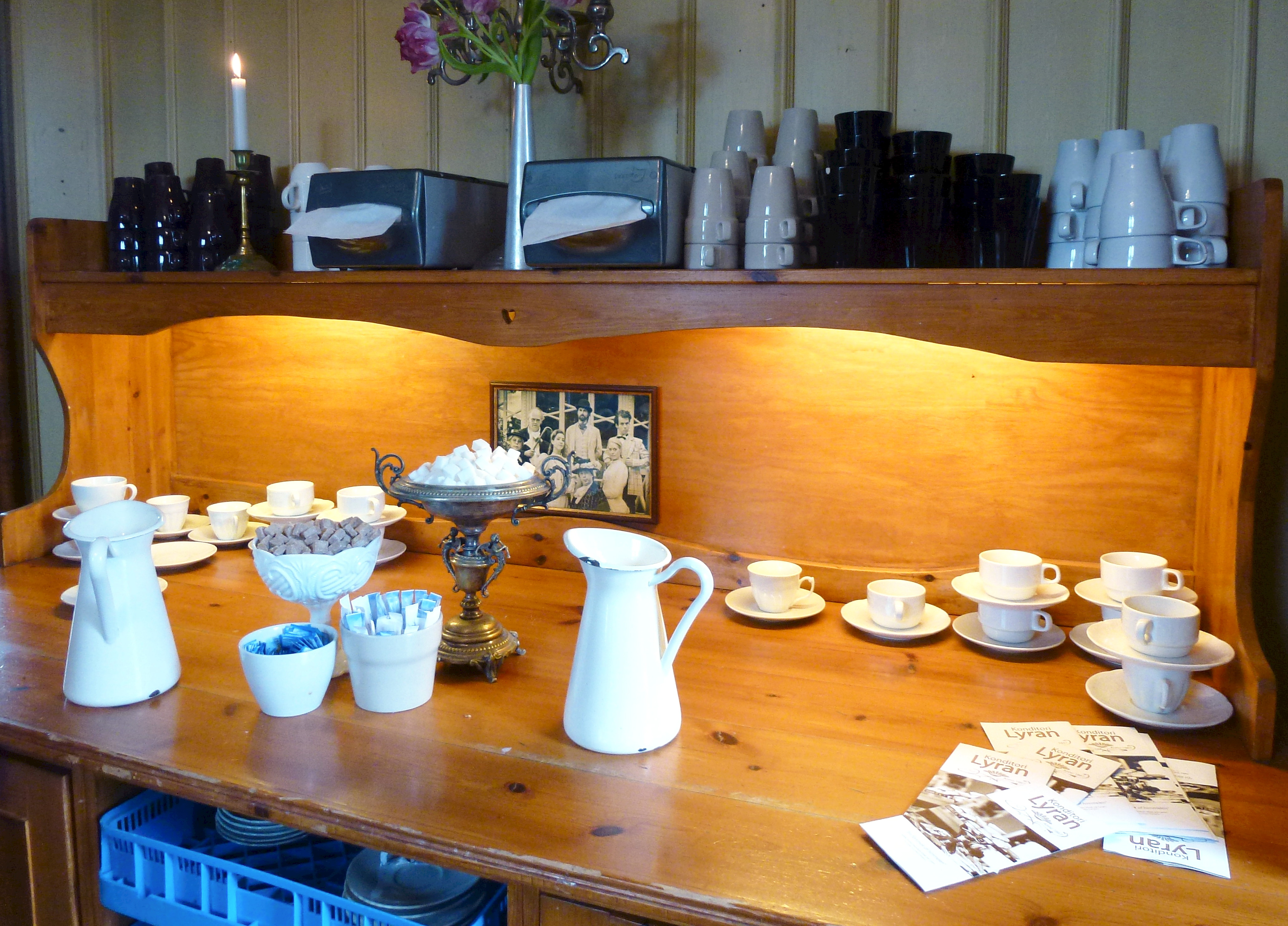
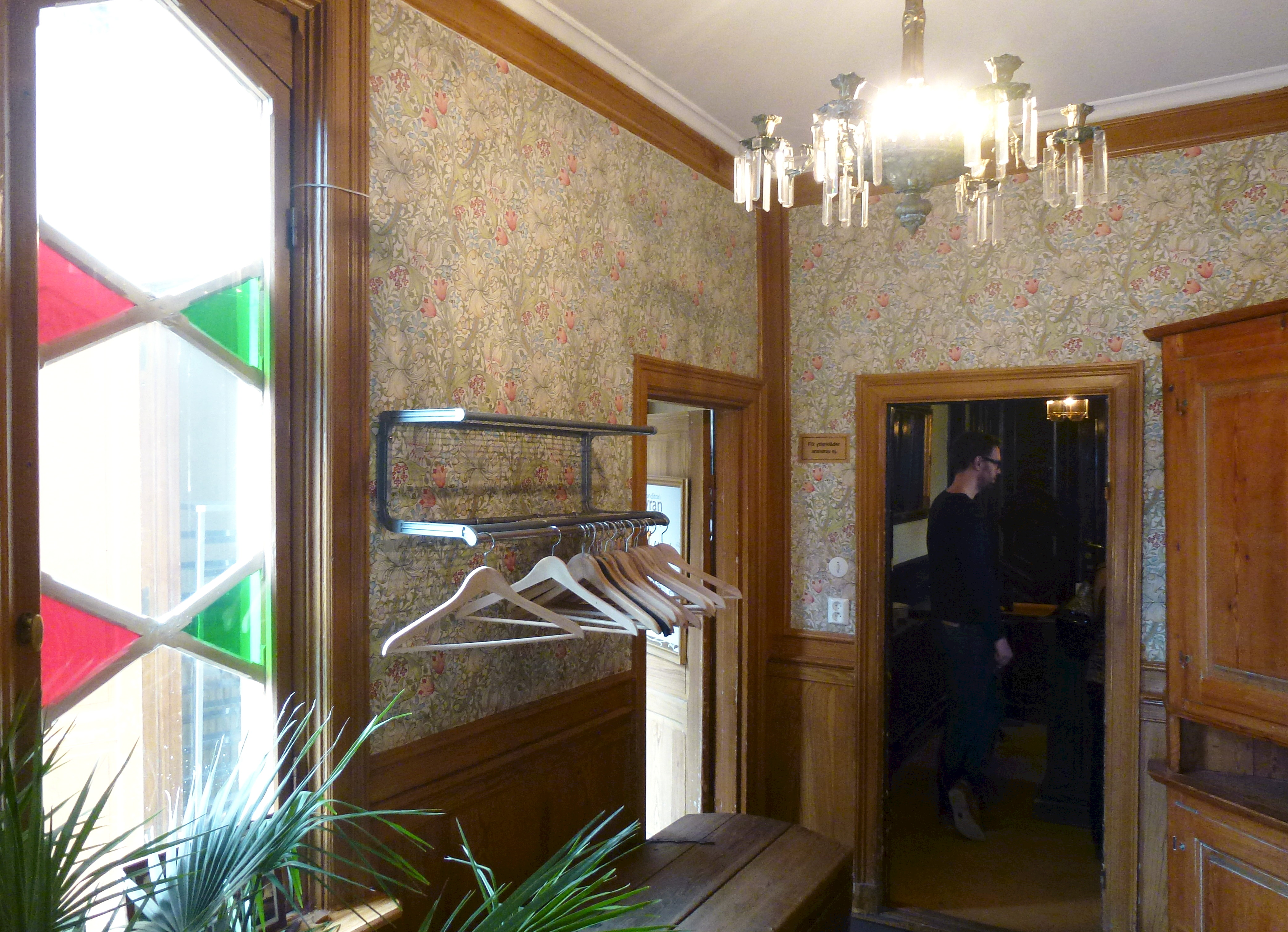
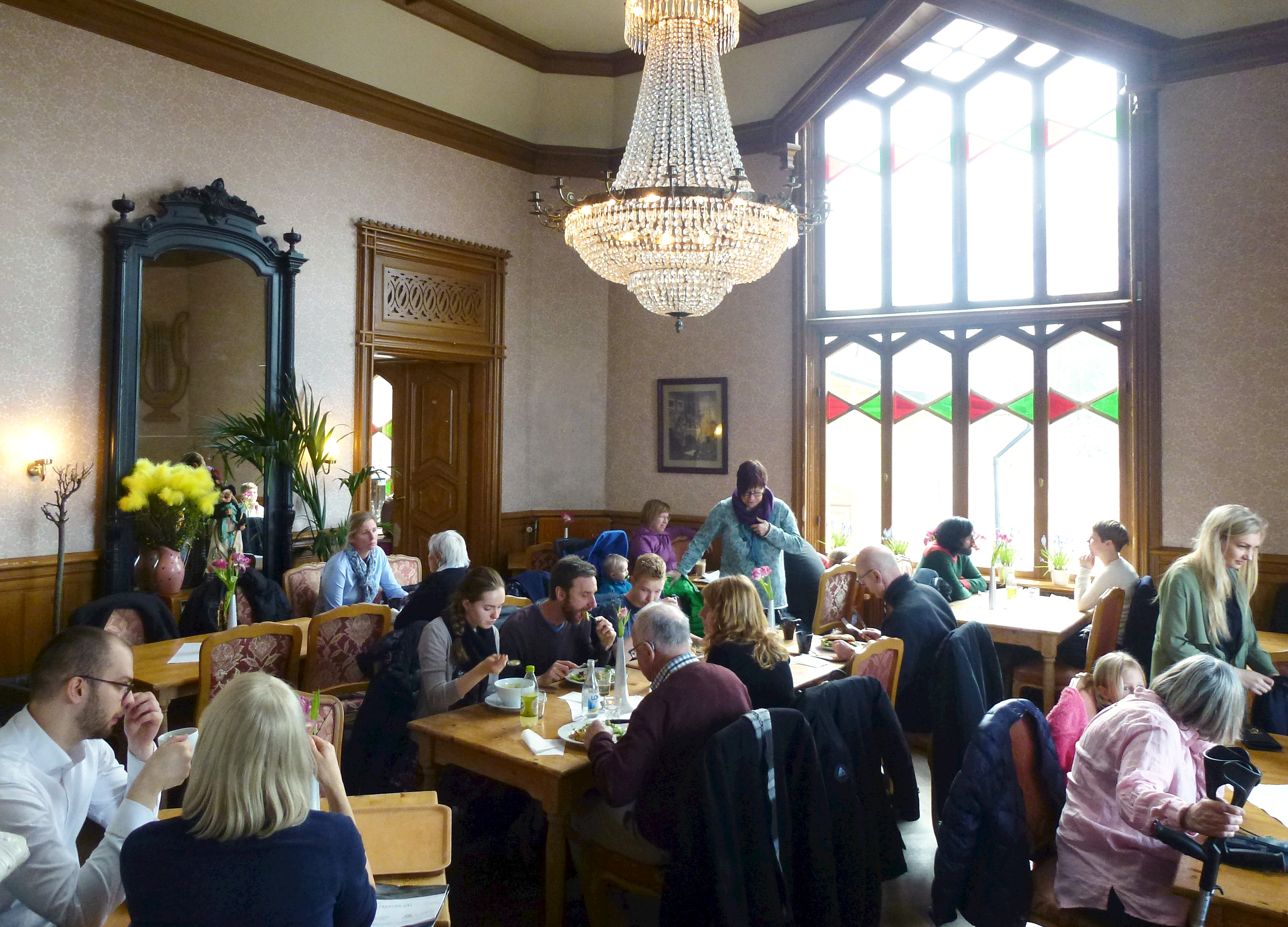
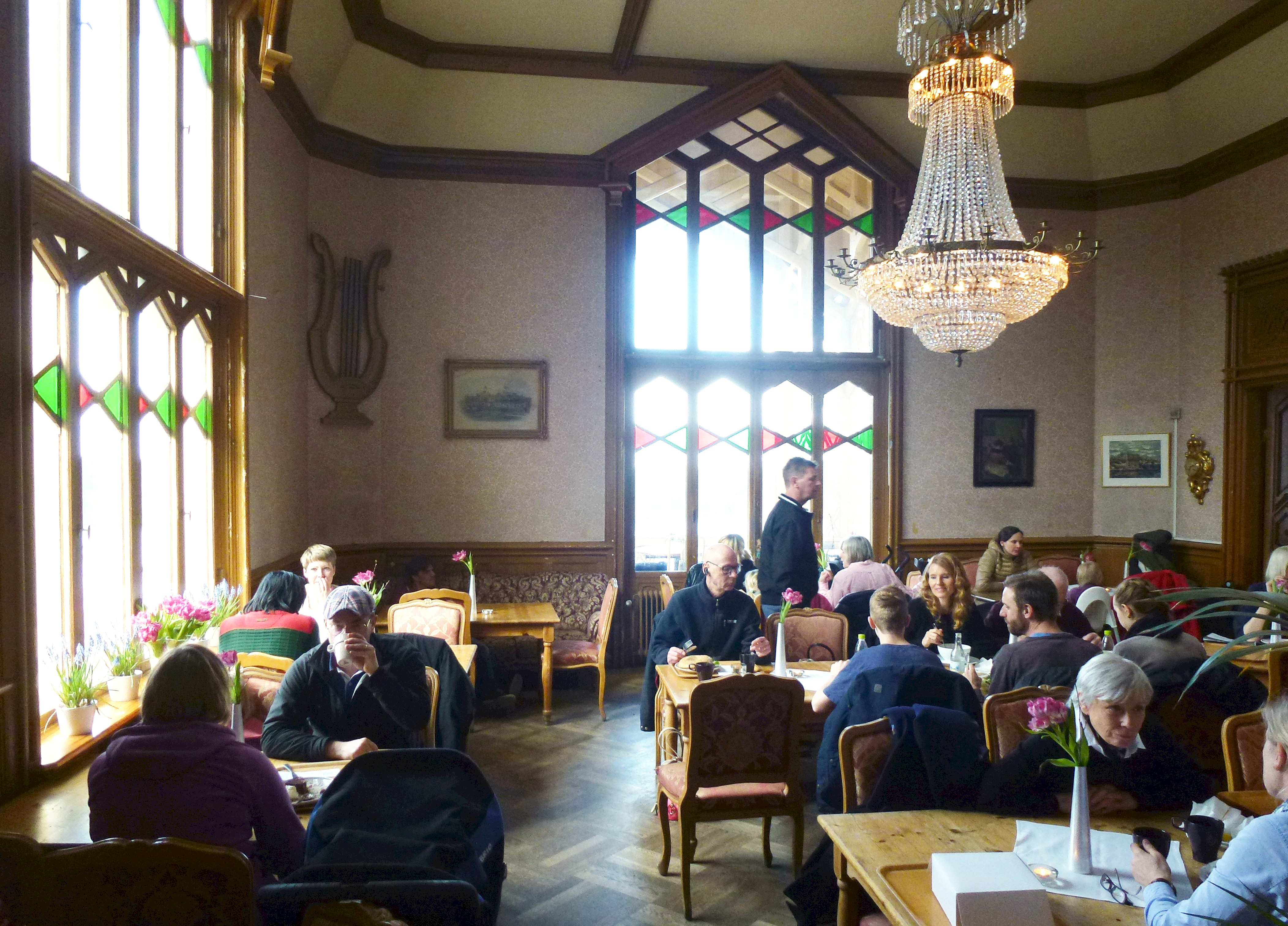
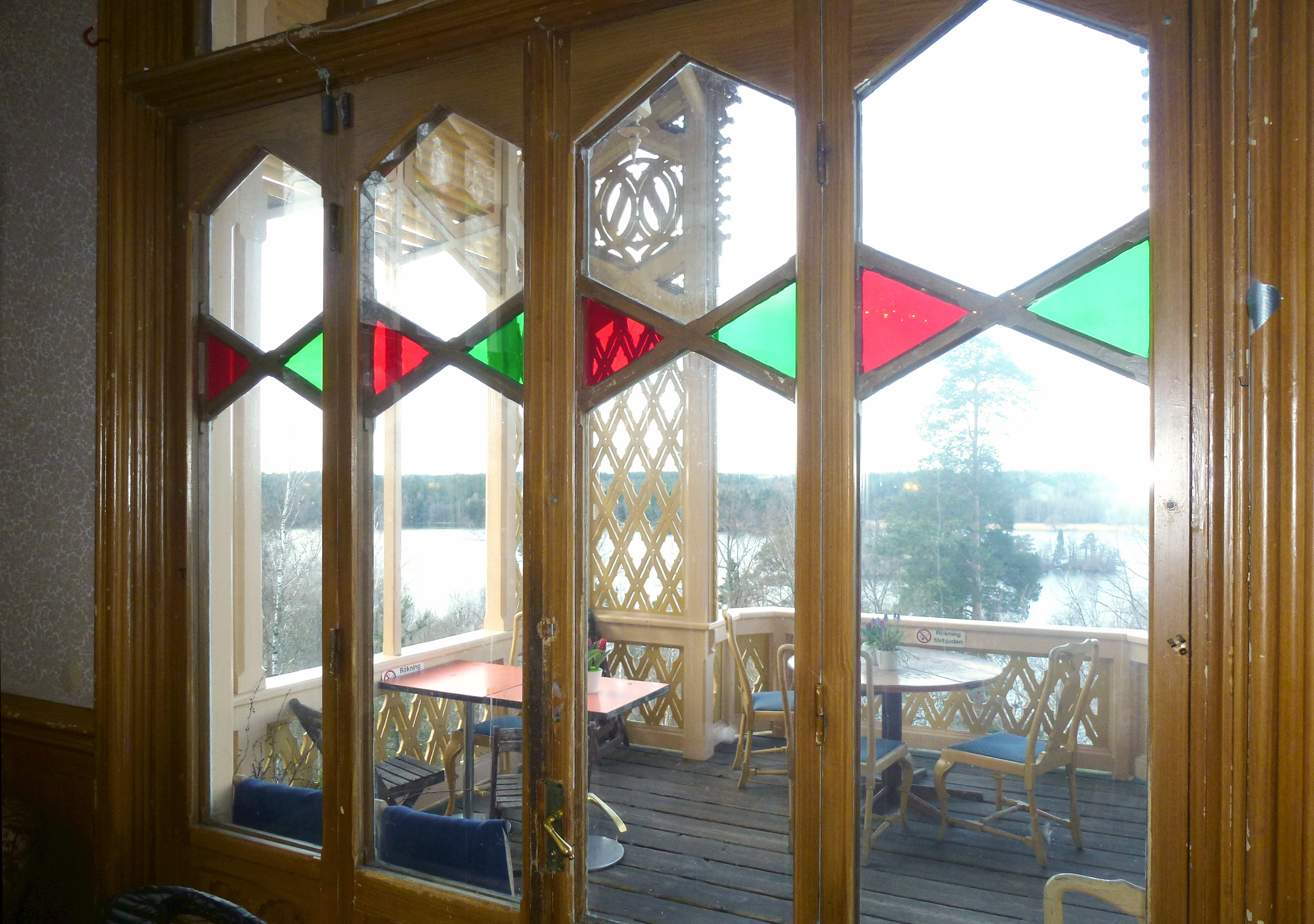